# Jiří Kodl
Jiří Kodl (ur. 3 kwietnia 1889 w Písku, zm. 25 października 1955) – czeski tenisista reprezentujący Czechy. Startował na igrzyskach w Sztokholmie (1912), gdzie startował w turnieju singlowym na korcie otwartym. Był chorążym reprezentacji.

## Występy na letnich igrzyskach olimpijskich

### Turnieje singlowe
| Igrzyska | Konkurencja                     | 1/64 finału           | 1/32 finału     | 1/16 finału     | Ćwierćfinał     | Półfinał        | Finał/Mecz o trzecie miejsce | Klasyfikacja końcowa |
| Igrzyska | Konkurencja                     | Rywal                 | Rywal           | Rywal           | Rywal           | Rywal           | Rywal                        | Klasyfikacja końcowa |
| -------- | ------------------------------- | --------------------- | --------------- | --------------- | --------------- | --------------- | ---------------------------- | -------------------- |
| LIO 1912 | Turniej singlowy (kort otwarty) | Lionel Tapscott P 0:3 | → Nie awansował | → Nie awansował | → Nie awansował | → Nie awansował | → Nie awansował              | Miejsce 48.          |